# Heiligtum Maria Gnaden (Curtatone)

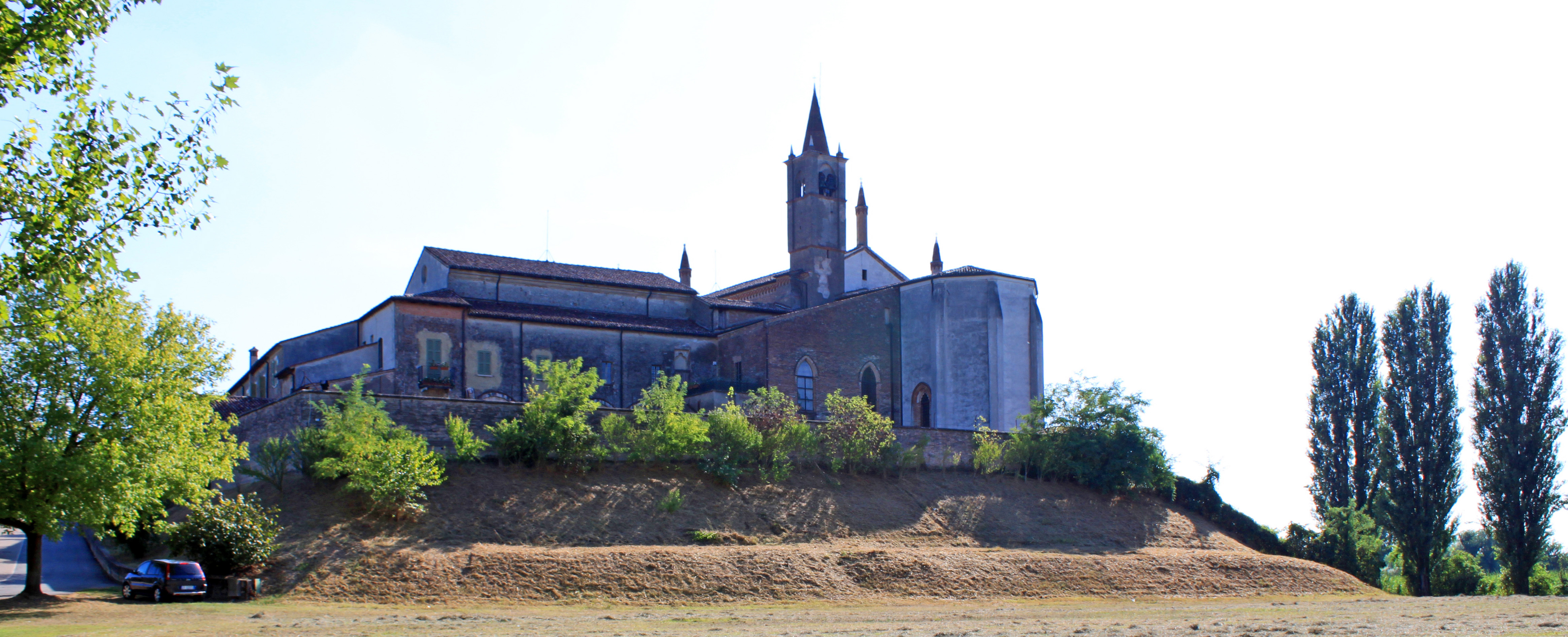
Heiligtum der Seligen Jungfrau der Gnaden von Curtatone

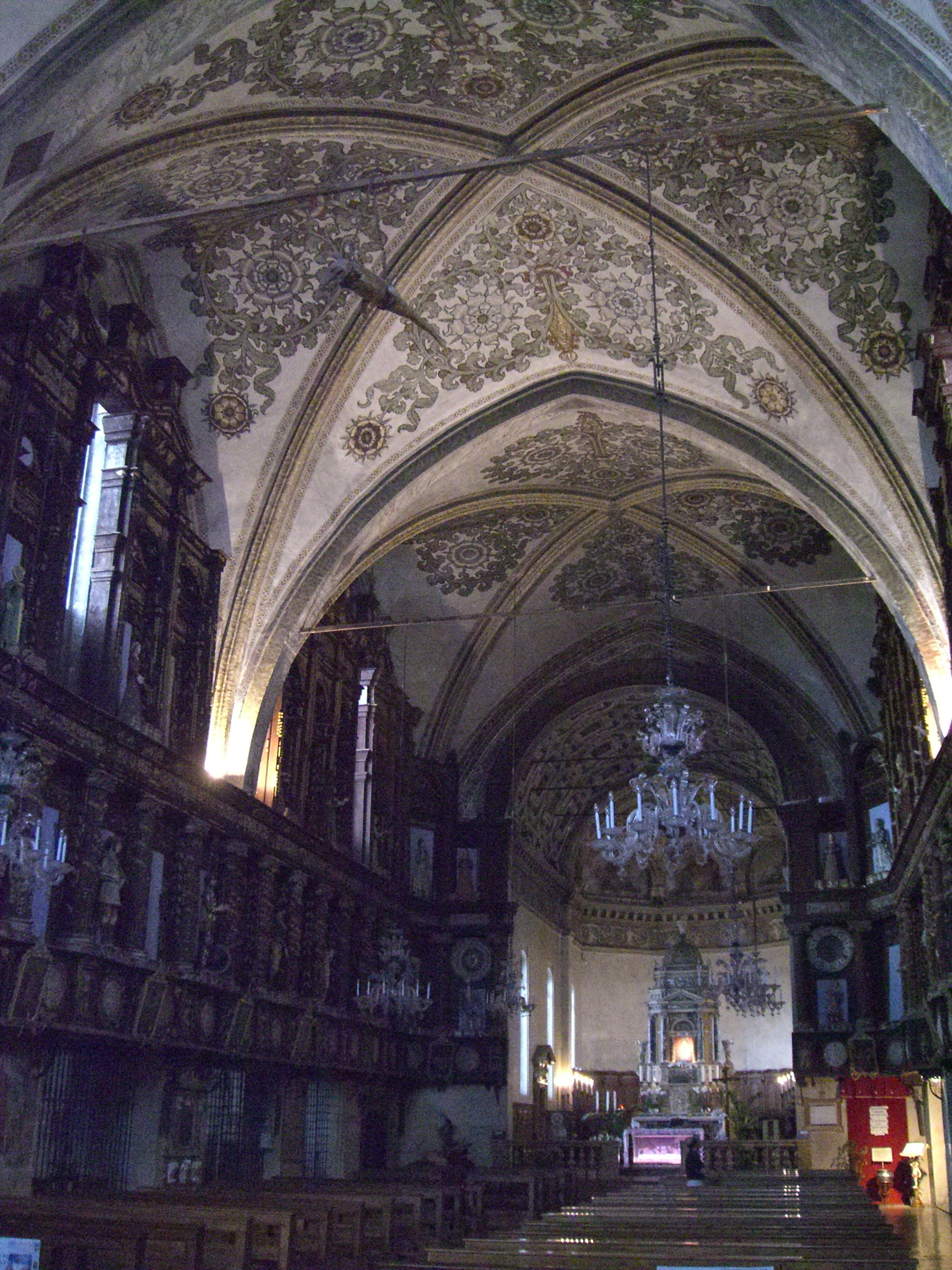
Innenraum

Das Heiligtum Maria Gnaden (italienisch Santuario della Beata Vergine delle Grazie) ist eine Wallfahrtskirche in Grazie, einer Fraktion der italienischen Gemeinde Curtatone bei Mantua, Lombardei. Die Kirche des Bistums Mantua wurde Anfang des 15. Jahrhunderts im lombardisch-gotischen Stil errichtet und trägt ab immemorabili den Titel einer Basilica minor.

## Geschichte
Die Ursprünge der Kirche gehen auf die Zeit um 1200 zurück, auch frühere Vermutungen existieren. In der damaligen Ortschaft Prato Lamberto wurde auf einer von Schilf des Mincio umgebenen, erhöhten Landzunge ein kleiner Altar mit dem Bildnis der Jungfrau mit dem Kind aufgestellt, das von den Fischern und Bauern verehrt wurde. Im Laufe der Jahre stieg die Bedeutung und der kleine Altar wurde in ein Heiligtum mit einer Votivkapelle umgewandelt, um das heilige Bild vor Witterungseinflüssen zu schützen. Ende des 14. Jahrhunderts beauftragte nach einer Pestepidemie Graf Francesco I. Gonzaga den Architekten Bartolino da Novara mit dem Bau eines Marienheiligtums, eine Inschrift erinnert noch daran. Mitte August 1406 konnte die Kirche in Anwesenheit des Bauherrn und der Bischöfe von Mantua und Cremona geweiht werden. Von 1412 bis zum Ende des Jahrhunderts wurden das Kloster, die Schule, das Oratorium und die Bibliothek gebaut. Für die am 11. August 1425 durch Markgraf Federico II. Gonzaga hierhin verlegte Messe von Porto wurde 1521 ein Säulengang mit 52 Bögen um den Platz Sagrato herum gebaut, um die Händler zu beherbergen.
Der Bau der Basilika steigerte die Popularität des Ortes, und immer mehr Pilger aus dem Umland strömten dorthin, darüber hinaus huldigten auch Kaiser Karl V. und Papst Pius II. dem Gnadenbild. Dies war der Beginn einer Reihe von Schenkungen, die zur Veränderung der ursprünglichen architektonischen Struktur führten; einige bedeutende mantuanische Familien errichteten private Kapellen, die dem Kloster angegliedert waren oder sich im Inneren der Kirche befanden, um ihre Vorfahren beizusetzen. Bedeutsam ist der Bau des Mausoleums von Castiglioni durch Giulio Romano, der auch die Sakristei mitgestaltete, die im Jahre 1642 mit einem Altar errichtet wurde. Zugleich wurde ein neuer Flügel mit Säulengang an den Platz angebaut.
Im Jahre 1782 wurde das Kloster geschlossen und in ein Krankenhaus umgewandelt. So begann der Verfall der Basilika; die napoleonische Invasion beraubte die Votivgabensammlung eines guten Teils ihrer Schätze, und das in der reichen Bibliothek enthaltene Material wurde zerstreut oder zerstört; schließlich wurde 1812 ein guter Teil des architektonischen Komplexes abgebaut. Über die Jahrhunderte besuchten sechs Päpste das Heiligtum, zuletzt Papst Pius X. und dann Papst Johannes Paul II. am 23. Juni 1991.

## Architektur und Ausstattung
Zwei mächtige Stützpfeiler tragen die Kirche. Der Portikus stammt aus dem 16. Jahrhundert. Dort ist ein Freskenzyklus gemalt, der die Geschichte des Heiligtums erzählt. Das große Kirchenschiff ist einzigartig und rechteckig im Grundriss, mit einem Chor und einer erhöhten Apsis. Bedeutsame Kapellen wurden später an den Seiten hinzugefügt. Die aufwendige Holzkonstruktion trägt das Satteldach. Dieser Rahmen ist als ein Werk seiner eigenen Architektur mit seinen Tympana, Säulen und Nischen konzipiert. 
In den Nischen wurden 53 lebensgroße Skulpturen aufgestellt. Diese bestehen aus Pappmaché und Wachs, einige von ihnen wurden von Bruder Francesco da Acquanegra und seinen Assistenten im 16. Jahrhundert hergestellt, darunter Persönlichkeiten wie Karl V. und Papst Pius II. 18 Figuren trugen Rüstungen und Waffen, welche man lange Zeit ebenfalls für Pappmodelle hielt. Erst in den 1930er-Jahren erkannte der Kurator der Londoner Wallace Collection, James G. Mann, dass es sich um echte, historische Objekte handelte. Die Waffen stammten hauptsächlich aus dem 16. und 17. Jahrhundert, die Harnische jedoch zum Teil aus der 2. Hälfte des 15. Jahrhunderts. Durch schwarze Rostschutzfarbe und Staub bedeckt, waren sie in ihrer Anbringung nahe der Kirchendecke im Gegensatz zu den meisten anderen Harnischen des Spätmittelalters vor Plünderung oder Verkauf bewahrt geblieben. J. Mann ließ eine erste Reinigung der Stücke durchführen und versuchte, die Harnische wieder originalgetreu zusammenzusetzen. Die wissenschaftliche Bearbeitung erfolgte durch Lionello Boccia, der 1981 einen umfangreichen Katalog zu den Harnischen vorlegte. Aus konservatorischen Gründen befinden sich die Objekte heute nicht mehr in der Kirche, sondern im Diözesanmuseum Francesco Gonzaga in Mantua.

## Madonnari

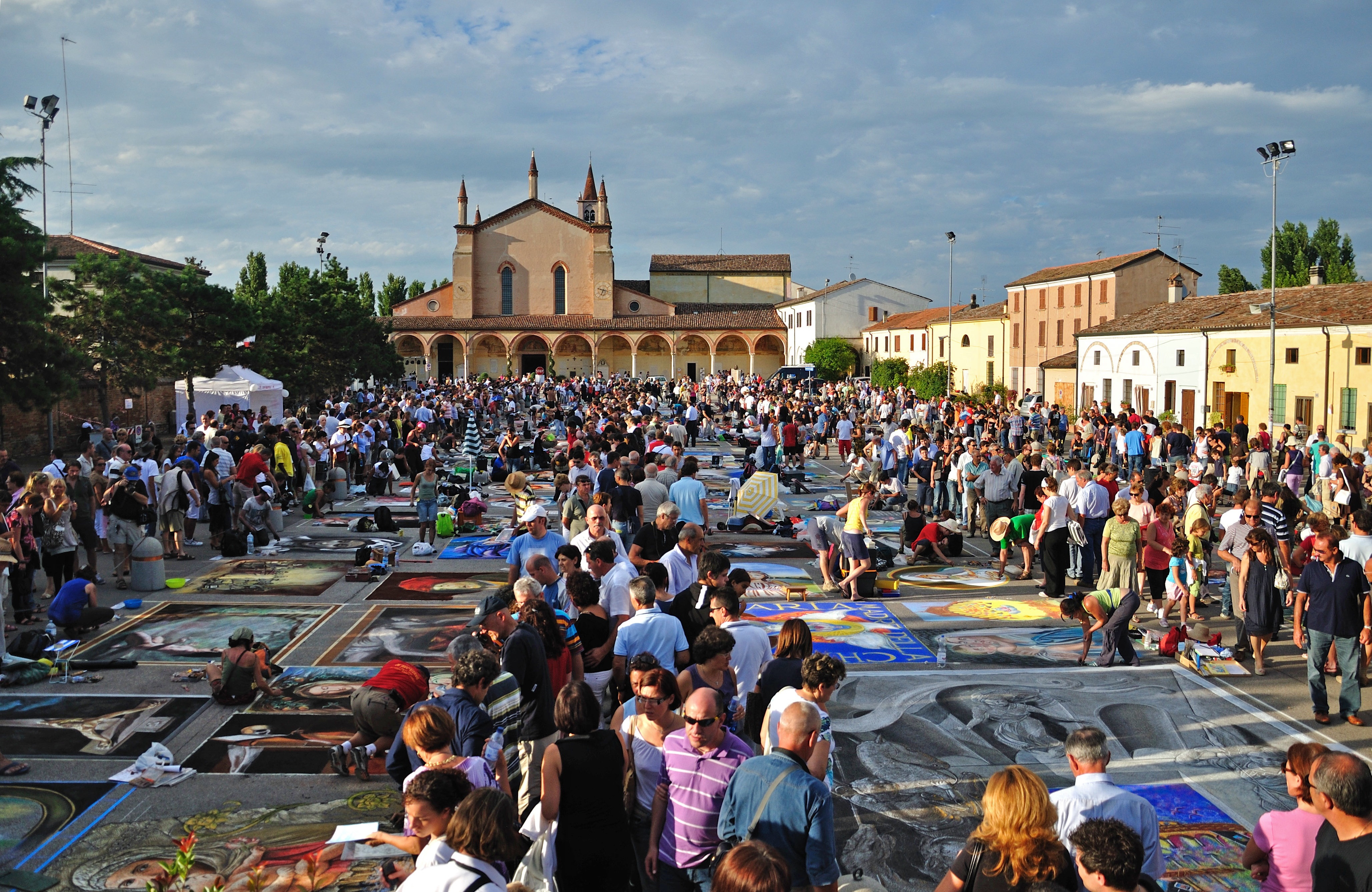
Madonnari alle Grazie

Zu dem Fest Mariä Aufnahme in den Himmel findet seit 1973 auf dem Kirchhof Sagrato jährlich am 15. August der internationale Wettbewerb Madonnari statt, bei dem sakrale Gemälde als Pflastermalerei umgesetzt werden.